# Flugzeugkollision in Alaska 2019
Die Flugzeugkollision in Alaska 2019 ereignete sich am 13. Mai 2019. Bei einem Charterrundflug mit Start und Ziel in Ketchikan, Alaska, kollidierte dabei eine mit Schwimmern ausgerüstete de Havilland Canada DHC-2 Beaver der Mountain Air Service mit einer de Havilland Canada DHC-3 Turbine Otter der Taquan Air. Bei dem Unfall starben sechs Personen an Bord der beiden Flugzeuge, es gab 10 Überlebende.

## Erstes Flugzeug

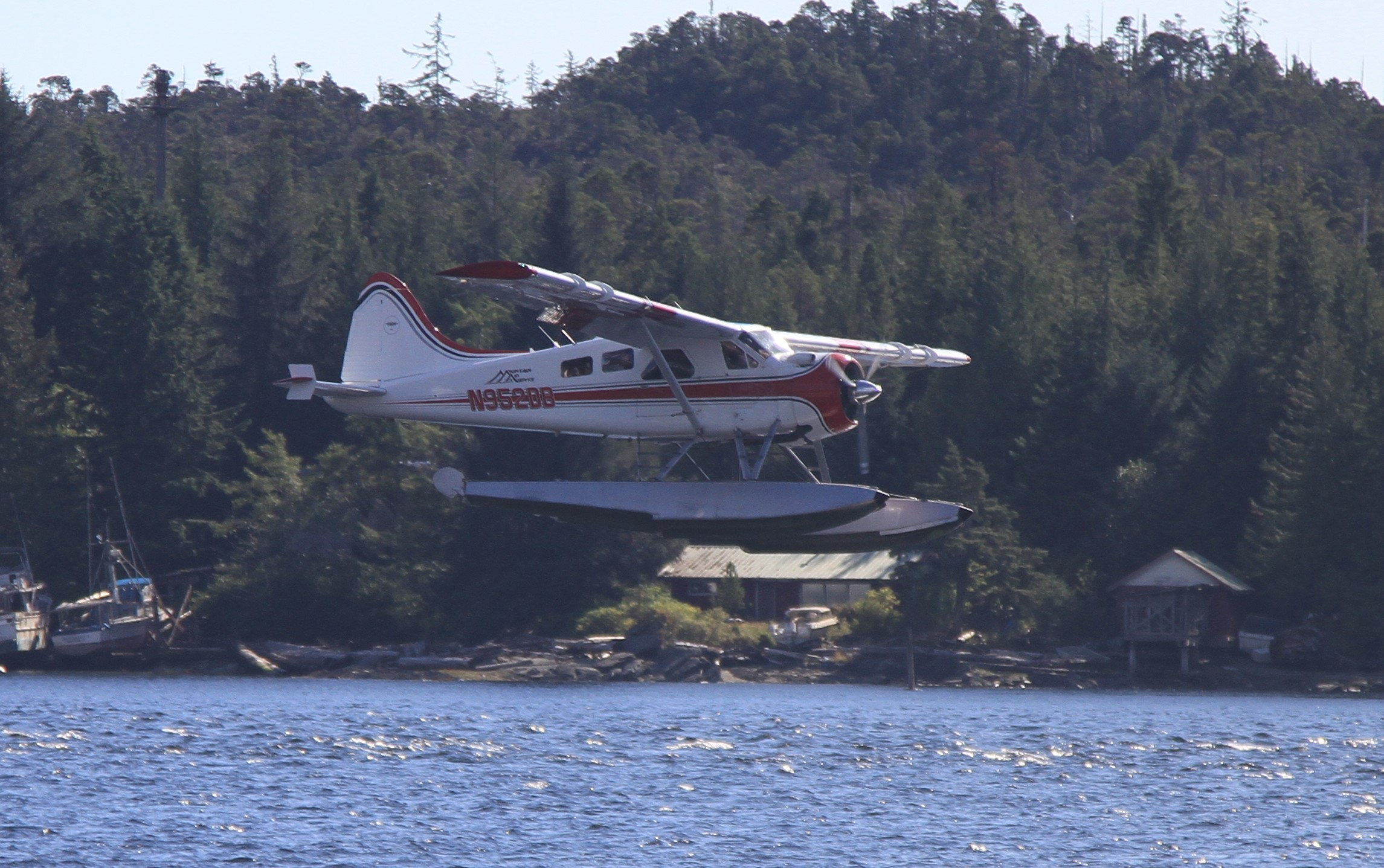
DHC-2 Beaver der Mountain Air Service

### Die betroffene de Havilland DHC-2 der Mountain Air Service
Das erste beteiligte Flugzeug war eine 1951 gebaute und mit Schwimmkufen ausgerüstete de Havilland Canada DHC-2 Beaver mit der Werknummer 237 und dem Luftfahrzeugkennzeichen N952DB. Die Maschine wurde am 20. April 1952 mit dem militärischen Luftfahrzeugkennzeichen 51-16484 an die United States Air Force ausgeliefert. Die Maschine befand sich bis 1963 im Einsatz an verschiedenen Standorten der USAF in Südkorea. Die Maschine wurde ab dem 18. August 1965 bei der Air National Guard von Maryland und Kalifornien eingesetzt, ehe sie am 30. Juli 1974 außer Betrieb genommen wurde. Die Maschine war später angeblich mit dem Kennzeichen 5T-CAA zugelassen. Vom 19. Februar 1981 bis zum 24. März 1981 war sie auf einen Privatmann aus Homer, Alaska zugelassen. Am 25. März 1981 ging die Maschine in den Besitz der Keewatin Air Ltd. in Winnipeg, Manitoba über und erhielt bei dieser das Luftfahrzeugkennzeichen C-GMJU und den Taufnamen Spirit of Essington, ehe sie am 28. Juli 1982 wieder abgemeldet wurde. Bis zum 24. März 1983 war das Flugzeug bei R. E. Gustin aus Sidney, British Columbia in Betrieb, bis zum 12. Juli 1983 auf die Bob Gustin Inc. aus Sidney, British Columbia zugelassen. Von 1984 bis 1985 war die Maschine bei Eagle Air im Einsatz, anschließend war sie auf die Ritchie Bros. Holdings Ltd. aus Richmond, British Columbia zugelassen, ehe sie am 25. März 1988 auf die 1981 gegründete Hyack Air Ltd. aus New Westminster, British Columbia wiederzugelassen wurde, bei der sie bis zum 15. Juni 1989 in Betrieb blieb. Die Maschine war anschließend bis zum 17. November 1993 für die Air Rainbow Ltd. Nanaimo, British Columbia in Betrieb. Ab dem 21. Dezember 1993 war die Maschine auf Air Rainbow Mid Coast aus Port McNeill, British Columbia registriert. Am 29. Mai 1997 prallte die Maschine nach einer Landung während des Rollvorgangs am Wasserflugplatz in Port Elizabeth, British Columbia mit der linken Schwimmkufe gegen einen teilweise unter Wasser befindlichen Holzstamm. Obwohl die Maschine daraufhin linkswärtig Schlagseite bekam, gelang es dem Piloten, mit der Maschine bis zum nahegelegenen Hafenbecken zu manövrieren und sie dort sicher zu vertauen. Die Maschine wurde wieder repariert und in Betrieb genommen. Am 10. August 2000 wurde sie bei der Air Rainbow Mid Coast abgemeldet. Am 30. März 2001 wurde sie auf die North Island Air & Marine Ltd. aus Port McNeill, British Columbia zugelassen. Im Jahr 2002 wurde die Maschine in die Vereinigten Staaten reimportiert und war vom 19. Juni 2002 bis zum 3. April 2006 mit dem Luftfahrzeugkennzeichen N922DD auf einen Privatmann aus Kenmore, Washington zugelassen. Ab dem 5. April 2006 war die Maschine auf einen Privatmann aus Palm City, Florida zugelassen, dieser meldete die Maschine am 8. April 2008 sowie am 31. Mai 2011 aufgrund von Wohnsitzwechseln (zuletzt nach Seahurst, Washington) um und verleaste die Maschine in diesem Zeitraum an die Kenmore Air. Ab dem 22. Mai 2012 war die Maschine auf die in Seahurst ansässige Catahoula Air LLC zugelassen, ab dem 23. Oktober 2012 betrieb sie Mountain Air Service aus Ketchikan, Alaska, wobei die Beaver in diesem Zuge ihr letztes Luftfahrzeugkennzeichen N952DB erhielt. Bis zum Zeitpunkt des Unfalls hatte das einmotorige, mit einem Sternmotor des Typs Pratt & Whitney R-985 Wasp Junior ausgestattete Zubringerflugzeug in Schwimmerflugzeugkonfiguration mit STOL-Eigenschaften eine Gesamtbetriebsleistung von 16.452 Betriebsstunden absolviert.

### Passagiere und Besatzung
An Bord der DHC-2 befanden sich vier Passagiere. Flugkapitän war der 46-jährige Randy Sullivan aus Ketchikan, Alaska. Er verfügte über 11.000 Stunden Flugerfahrung. Gemeinsam mit seiner Frau Julie war Randy Sullivan der Eigentümer von Mountain Air Service, die Fluggesellschaft betrieb über die Unfallmaschine hinaus keine weiteren Flugzeuge. Er war der einzige Pilot der Fluggesellschaft.

## Zweites Flugzeug

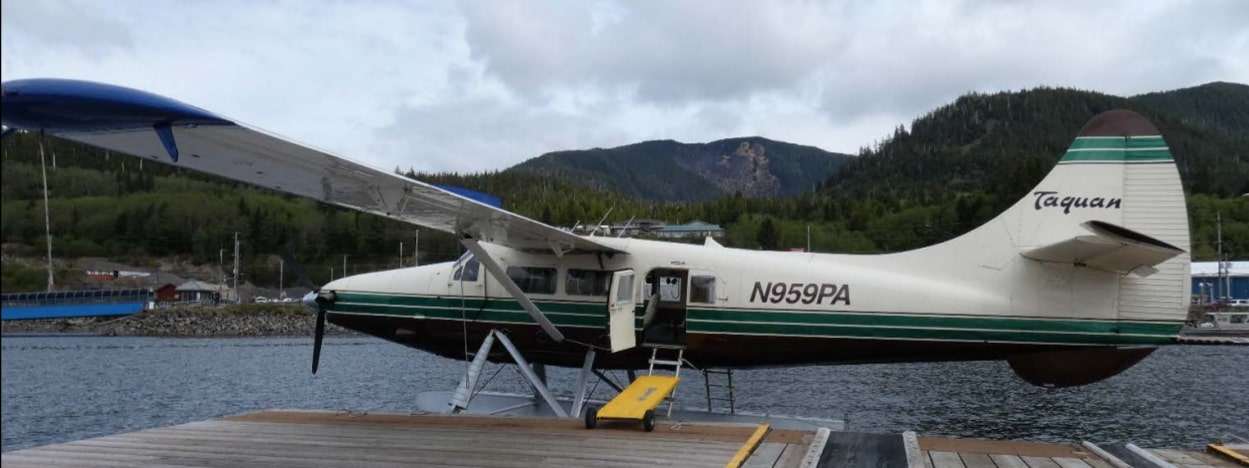
Die betroffene DHC-3 Turbine Otter der Taquan Air

### De Havilland Canada DHC-3 Turbine Otter
Das zweite beteiligte Flugzeug war eine 1956 gebaute und mit Schwimmkufen ausgerüstete de Havilland Canada DHC-3 Turbine Otter mit der Werknummer 159 und dem Luftfahrzeugkennzeichen N959PA. Die Maschine wurde am 28. September 1956 als de Havilland DHC-3 Otter U-1A mit dem militärischen Luftfahrzeugkennzeichen 55-3302 an die United States Army Air Force ausgeliefert. Sie war zunächst der dritten Luftfahrtkompanie in Fort Riley, Kansas zugeordnet, ehe die Einheit und damit auch die Maschine im Juli 1957 nach Illesheim in Deutschland entsandt wurde. Im November 1959, nachdem die dritte Luftfahrtkompanie vom Auslandseinsatz zurückkehrte, ging die Maschine bei der in Poitiers, Frankreich stationierten, zweiten Luftfahrtkompanie in den Betrieb über. Im Juli 1960 wurde die Otter gemeinsam mit einer weiteren baugleichen Maschine auf der Rhein-Main Air Base in eine Douglas C-124 verladen und nach Belgisch-Kongo ausgeflogen, um an einer Mission teilzunehmen, deren Ziel darin bestand, US-Bürger, hauptsächlich Missionare, die infolge eines bewaffneten Konflikts dort festsaßen, auszufliegen. An der Mission waren auch vier Maschinen des Typs de Havilland Canada DHC-2 T-20 Beaver sowie einige Hubschrauber des Typs Sikorsky S-34 Choctaw beteiligt, der Flug ging über Tripolis und Brazzaville nach Léopoldville. Nachdem die Aufgabe innerhalb weniger Wochen abgeschlossen war und die UN in den Konflikt einschritt, einigte sich die USAF mit der UN Air Wing darauf, die in den Kongo ausgeflogenen Maschinen auf diese zu übertragen. Die Otter erhielt daraufhin, wie auch alle anderen Maschinen, eine Bemalung der UN und die UN-Seriennummer 302, zeitweise trug sie während des Einsatzes auch den Taufnamen Polar. Die Maschine blieb bis Dezember 1964 im Kongo im Einsatz. Während dieses Zeitraums geriet sie einmal unter Beschuss, wobei die Maschine 25 Mal von Kugeln getroffen wurde, darunter zweimal im Bereich des Tanks. Die Maschine konnte dennoch sicher durch den Piloten Lieutenant T. Glatz gelandet werden, wurde repariert und ging wieder in Betrieb. Vom 1. Juli bis 30. Dezember 1964 wurde die Maschine im Rahmen eines Unterstützungsprojektes für die UN im Kongo eingesetzt und in dieser Zeit von der Transair Sweden für die UN betrieben. Die Otter wurde nach dem Ende des Einsatzes außer Betrieb genommen und zum Verkauf ausgeschrieben. Gemeinsam mit einer weiteren Maschine des gleichen Typs wurde die Otter von einem Geschäftsmann aus Miami aufgekauft, der sie im Oktober 1965 mit dem Luftfahrzeugkennzeichen N12665 auf einen Geschäftspartner zulassen ließ. Die Maschinen wurden über den Südatlantik und Südamerika nach Miami ausgeflogen und dort zum Verkauf ausgeschrieben. Im April 1966 wurde die Otter an die kanadische Ben Ginter Construction Company aus Prince George, British Columbia verkauft und erhielt in diesem Zuge am 15. April 1966 das neue Kennzeichen CF-UJM. Die Maschine wurde 1961 von der Imperial Airways Ltd. an Trans Mountain Air Services Ltd. verleast, bei der sie Passagierflüge durchführte. Am 24. September 1971 kam es zu einem schweren Unfall: Nach einem Abheben vom Mackenzie Lake in der Nähe des Mount Washington auf Vancouver Island, begann der Motor der mit einem Piloten und einem Passagier besetzten Maschine plötzlich unrund zu laufen und an Leistung zu verlieren, es kam zu Rauchentwicklung im Cockpit. Der Pilot musste eine Notlandung auf einem Rückeweg, fünf Meilen von Mackenzie Lake, bei Forbidden Plateau, durchführen. Hierbei kollidierte die Maschine mit einer Tragfläche mit einem Baum und die Schwimmkufen wurden in den Flugzeugrumpf gedrückt. Die beschädigte Maschine wurde nach Vancouver verfrachtet und blieb dort vier Jahre und neun Monate eingelagert, während Gerichtsverfahren geführt wurden, um den Verantwortlichen für den Unfall zu bestimmen. Zwischenzeitlich ging das Betreiberunternehmen von Ben Ginter Bankrott, sodass die Maschine am 25. März 1975 aus der Konkursmasse an den Konkursverwalter veräußert wurde. Die Otter wurde anschließend nach Edmonton verfrachtet, wo begonnen wurde, sie wiederaufzubauen. Am 6. April 1976 erhielt die Maschine ihr Lufttüchtigkeitszertifikat und ging mit dem Kennzeichen C-FUJM wieder in Betrieb. Am 8. Juni 1976 wurde die Maschine wieder aus Edmonton nach Vancouver ausgeflogen. Für den Sommer 1976 war vorgesehen, die Maschine an Tyee Airlines zu verleasen, das Geschäft kam jedoch nicht zustande. Am 18. Oktober wurde sie wieder auf den Konkursverwalter zugelassen und am 14. Januar 1977 schließlich auf den neuen Eigentümer West Coast Air (Vancouver BJ) zugelassen. Am 20. April 1980 wurde die Maschine an Airwest Airlines Ltd. aus Campbell River am 2. Mai 1980 auf diese zugelassen, ehe Airwest die Maschine am 24. Juni 1980 an die Gulf Air Aviation Ltd., ebenfalls aus Campbell River, verleaste, auf die die Maschine am 21. Juli 1980 schließlich zugelassen wurde. Hierbei handelte es sich um das Nachfolgeunternehmen der Fluggesellschaft, in deren Betrieb es im September 1971 zu dem Unfall gekommen war. Anfang 1981 wurde die Gulf Air Aviation Ltd. von der Jim Pattison Group aufgekauft und aufgelöst, die Maschine wurde am 27. Januar 1981 auf die neue, von der Jim Pattison Group gegründete Fluggesellschaft Air BC zugelassen und in Point Hardy, British Columbia, stationiert. Am 18. Mai 1983 wurde die Maschine auf die Jim Pattison Industries Ltd. zugelassen und durch Air BC weiterbetrieben. Am 18. Juli 1984 wurde die Maschine an Trans Provincial Airlines aus Terrace, British Columbia – ein weiteres Tochterunternehmen der Jim Pattison Group – verleast. Am 31. Dezember 1987 kam es zu einer weiteren Umstrukturierung im Unternehmen, als die Trans Provincial Airlines vom Management aus dem Mutterunternehmen herausgekauft und wieder zu einem eigenständigen Unternehmen wurde und mit Powell Air zu Pacific Coastal Airlines fusionierte. Die Maschine ging bei der neuen Eigentümerin in den Betrieb über, bei der sie die folgenden neuneinhalb Jahre verblieb. Sie war die einzige Otter, die das Unternehmen betrieb. Am 22. Juli 1997 verkaufte die Fluggesellschaft die Maschine an einen Flugzeugverwerter aus Temecula, Kalifornien, der sich auf Maschinen der Typen DHC-2 Beaver und DHC-3 Otter spezialisiert hatte. Er ließ sie am 4. September 1997 auf sich zu und schrieb sie zum Verkauf aus. Am 17. November 1997 wurde die Maschine an Pantechnicon Aviation aus Minden, Nevada verkauft und erhielt das neue Kennzeichen N67KA. Eine Woche später, am 25. November 1997 wurde sie mit ihrem letzten Kennzeichen N959PA wieder angemeldet. Im Winter 1997/1998 wurde die Maschine zu einer DHC-3 Turbine Otter (DHC-3T) umgebaut, indem das vorhandene Triebwerk durch ein Turboproptriebwerk des Typs Pratt & Whitney Canada 6A ersetzt wurde. Ab dem 1. April 1998 war die Maschine dann an Pro Mech verleast. Im Winter 2008/09 wurde die Maschine noch einmal grundlegend überholt. Als Pro Mech Air im April 2016 aufgelöst wurde, wurde der Betrieb durch Taquan Air übernommen. Die Turbine Otter ging daraufhin bei der neuen Fluggesellschaft in den Betrieb über. Die Maschine hatte bis zum Unfall eine Gesamtbetriebsleistung von 30.296 Betriebsstunden absolviert.

### Passagiere und Besatzung
An Bord der DHC-3 Turbine Otter befanden sich ein Pilot und zehn Passagiere. Der 60-jährige Pilot Lou Beck verfügte über 25.000 Stunden Flugerfahrung.

## Unfallhergang
Beide Flugzeuge befanden sich auf dem Rückweg eines Rundfluges von und zum Ketchikan Harbor Wasserflugzeuglandeplatz. Die DHC-2 flog mit 107 Knoten (123 mph; 198 km/h) in einer Höhe von etwa 3.350 Fuß (1.020 m) mittlerer Meereshöhe (MSL), während die DHC-3 mit 126 Knoten (145 mph; 233 km/h) aus einer Höhe von 3.700 Fuß (1.100 m) MSL allmählich sank. Es herrschten sichtmeteorologische Bedingungen. Der DHC-3 war mit einem Automatic Dependent Surveillance – Broadcast (ADS-B) Kollisionswarnsystem ausgestattet, aber der Pilot empfing keine ADS-B-Kollisionswarnung, bevor er einen „Blitz“ zu seiner Linken sah. Die beiden Flugzeuge kollidierten um 12:21 Uhr Ortszeit in einer Höhe von etwa 3.350 Fuß (1.020 m) MSL und etwa 11 km südwestlich von Ketchikan. Einer der Passagiere in der DHC-3 soll das andere Flugzeug kurz vor der Kollision gesehen und gerufen haben: „Pull up! (Zieh hoch!)“. Durch die Kollision wurde die DHC-2 Beaver auseinandergerissen und stürzte in die Gewässer des George Inlet. Sie hinterließ ein etwa 610 mal 300 Meter (2.000 mal 1.000 Fuß) großes Trümmerfeld etwa 2,82 km südwestlich der Absturzstelle von DHC-3. Der Rumpf, das Leitwerk und die Kabinenstruktur der DHC-2 waren voneinander getrennt, und die rechte Tragfläche wies Schäden auf, die auf Propellereinschläge hinwiesen. Der Pilot und alle 4 Passagiere kamen ums Leben. An der DHC-3 zerbrach die Windschutzscheibe und die linke hintere Tür wurde abgerissen.
Die DHC-3 nickte um etwa 27 Grad mit der Nase nach unten, aber der Pilot konnte teilweise die Kontrolle behalten und einen Landeanflug durchführen, bevor er im George Inlet aufsetzte. Bei der Landung bäumte sich das Flugzeug heftig auf, die Schwimmerkufen rissen ab, und die Kabine wurde sofort durch die linke hintere Türöffnung und die zerbrochene Windschutzscheibe überschwemmt und begann zu sinken. Der Pilot erlitt bei der Kollision und der Landung Kopfverletzungen, konnte aber die rechte Hintertür öffnen und den Passagieren beim Aussteigen helfen. Der Pilot und die überlebenden Passagiere wurden von einem nahegelegenen Bootsfahrer in einem kleinen Boot gerettet, der sofort die Küstenwache der Vereinigten Staaten rief und die Überlebenden an Land brachte, bevor ein Boot und ein Hubschrauber der Küstenwache eintrafen. Die Passagierin auf dem rechten Vordersitz wurde schwer verletzt und lag bewegungslos und zusammengesunken auf ihrem Sitz, als das Flugzeug sank. Sie konnte später nur tot geborgen werden.
Die DHC-3 versank in einer Tiefe von etwa 80 Fuß (24 m) im Wasser. Es wurde festgestellt, dass der Rumpf vor der Trennwand, die die Passagierkabine vom Cockpit trennte, größtenteils vom hinteren Rumpf abgebrochen war und, dass die linke Seite des vorderen Rumpfs stärker beschädigt war als die rechte Seite. Zwei Propellerblätter waren teilweise abgebrochen, während alle drei verbogen und eingekerbt sowie mit weißer Farbe beschmiert waren. Dies wies auf einen starken Rotationskontakt mit einem festen Gegenstand hin.

## Opfer
Neun Passagiere der DHC-3 erlitten schwere Verletzungen und eine Passagierin erlitt tödliche Verletzungen, während der Pilot der DHC-3T während des Unfalls ein Schädel-Hirn-Trauma erlitt; alle vier Passagiere und der Pilot der DHC-2 erlitten tödliche Verletzungen. Sechs verletzte Opfer wurden in ein örtliches Krankenhaus eingeliefert und vier weitere wurden nach Seattle ausgeflogen.
Die Leichen von drei Insassen der DHC-2 wurden kurz nach dem Unfall aus dem Wasser geborgen und die anderen beiden Leichen wurden am folgenden Tag in einem Waldgebiet nahe der Küste gefunden. Der Gerichtsmediziner stellte fest, dass die Todesursache aller fünf DHC-2-Insassen ein stumpfes Gewalteinwirkungstrauma war.
Die Leiche der tödlich verunglückten Passagierin des DHC-3 wurde unter Wasser gefunden, sie saß immer noch angeschnallt auf ihrem Sitz im Flugzeugwrack. Es wurde festgestellt, dass ihre primäre Todesursache ein Trauma durch stumpfe Gewalteinwirkung war, wobei Ertrinken eine Rolle spielte.

## Ursache
Nach dem Unfall nahm das National Transportation Safety Board (NTSB) die Ermittlungen auf. Das NTSB untersuchte die Flugzeugpositionsdaten des Automatic Dependent Surveillance-Broadcast (ADS-B), aufgezeichnete Daten der Avionik des Unfallflugzeugs und von Passagieren im Unfallflugzeug aufgenommene Fotos.
Es stellte fest, dass die DHC-2 allmählich gestiegen war und sich auf einer Höhe von 3.350 Fuß (1.020 m) und einem Kurs von etwa 255° eingependelt hatte, während die DHC-3 aus einer Höhe von 4.000 Fuß (1.200 m) sank und einen Kurs von 224° bis 237° flog.
Die Behörde kam zu dem Schluss, dass der DHC-2-Pilot aufgrund des Zuschnittes des DHC-2-Cockpits, der rechten Flügels und des auf dem rechten Vordersitz sitzenden Passagiers die von rechts kommende DHC-3T nicht hätte erkennen können, während der linke vordere Fensterpfosten dem Piloten der DHC-3T vor der Kollision 11 Sekunden lang die Sicht auf die DHC-2 verdeckte.
Beide Flugzeuge waren mit einem ADS-B-basierten Cockpit Display of Traffic Information (CDTI) ausgestattet. Allerdings hatte ein von der Federal Aviation Administration (FAA) bereitgestelltes Ausrüstungs-Upgrade des Garmin GSL 71-Systems in der DHC-3, das aufgrund des Auslaufens des FAA Capstone-Programms implementiert wurde, die akustische Verkehrswarnfunktion deaktiviert. Darüber hinaus war die Höhendruck-Übertragungsfunktion des GSL 71 deaktiviert, da der Steuerknopf auf die Position OFF gestellt war und die Checkliste vor dem Flug von Taquan Air (in der der Name eines anderen Betreibers aufgeführt war) nicht vorsah, dass der Pilot den Knopf auf die geeignete Position stellen musste, um die Druckhöhe zu übertragen.
Laut vom NTSB untersuchten Datensätzen hatte die DHC-3 seit dem 29. April 2019 keinen Höhendruck mehr gesendet. Durch das Fehlen von Höhendruckübertragungen wurden die automatischen Warnfunktionen in der mobilen ForeFlight-App CDTI, die vom DHC-2-Piloten verwendet wurde, deaktiviert, da diese nicht dafür ausgelegt war, Warnungen bereitzustellen, wenn das Zielflugzeug keine Höhendruckübertragung sendet. Aufgrund des Fehlens spezieller akustischer oder visueller Warnungen waren beide Piloten darauf angewiesen, ihre CDTI-Bildschirme regelmäßig visuell zu überprüfen.
Das NTSB empfahl der FAA, von Betreiber von Regionalverkehrsflugzeugen die Implementierung von Sicherheitsmanagementsystemen zu verlangen, was die fehlende Alarmierungsfunktion des CDTI in der DHC-3T von Taquan Air hätte mildern können, und forderte die Fluggesellschaft auf, ihre Checkliste vor dem Flug zu aktualisieren, um entsprechende CDTI-Einstellungen aufzunehmen. Darüber hinaus empfahl das NTSB ForeFlight, seine Software so zu aktualisieren, dass standardmäßig automatische Warnungen bereitgestellt werden, wenn das Zielflugzeug keine Druckhöhe sendet.